# Antonio Pardini
Antonio Pardini (Pietrasanta, 1345 ? – Lucca, 1419) è stato uno scultore e architetto italiano.
Figlio di Pardino di Vitale (da cui il cognome entrato nell’uso) Antonio nacque in Pietrasanta tra il 1345 ed il 1350. 

Insieme ai fratelli Bonuccio e Vitale fu tra i maggiori esponenti dell’omonima famiglia di scultori e di architetti di Pietrasanta, attivi in Versilia e Lucca tra il XIV ed il XV secolo. 
Con ogni probabilità iniziò la sua attività con il suo fratello maggiore Bonuccio, per il Duomo di Pisa (1385). Nel 1393 è a Lucca iscritto nella Compagnia dei maestri scultori. 
Nel 1395 è archimagister della Fabbrica del Duomo dove si dedica ad interventi di decorazione e all’esecuzione di protomi scultoree, forse in collaborazione con l'esordiente Jacopo della Quercia.
Nel 1405 riceve da Paolo Guinigi, Signore di Lucca, la somma di dodici fiorini per la lastra sepolcrale del teologo fra Marcovaldo da San Miniato, nella chiesa di San Francesco.

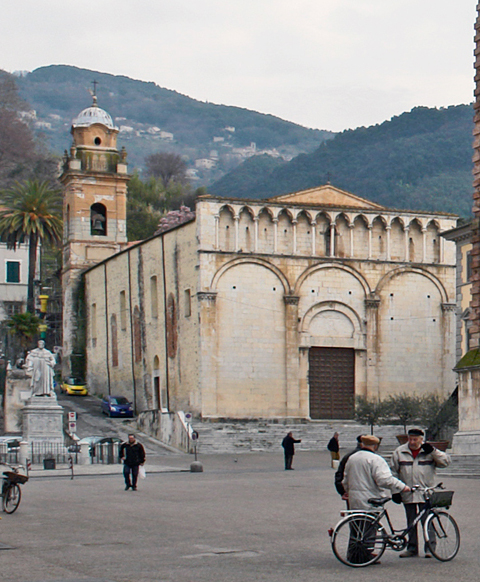
Chiesa di Sant'Agostino
Pietrasanta

Con certezza sono noti suoi lavori, quali gli stemmi delle Arti per la Compagnia di San Bartolomeo in Silice, il fonte battesimale nella Pieve di Vicopelago di Lucca, una tomba per il Duomo lucchese dove anche gli è attribuita la lastra altare di Sant'Agnello.

Altre sue attribuzioni si riferiscono alle alcune sculture lignee quali il Crocifisso nella chiesa di S. Maria del Suffragio a Camaiore ed il S. Antonio Abate nella  Chiesa della Misericordia a Pietrasanta.
Al Pardini è anche attribuito il progetto della chiesa di Sant'Agostino a Pietrasanta.
Sentendosi di salute inferma, il 1º aprile 1419 fa testamento in favore della figlia Francesca, a Lucca dove probabilmente muore nel corso dello stesso anno.